# 6-дюймовая гаубица образца 1915 года
6-дюймовая гаубица образца 1915 года (англ. BL 6-inch 26 cwt howitzer) — 152,4-мм артиллерийское орудие британского производства времён Первой и Второй мировых войн.

## Описание
6-дюймовая гаубица была разработана для замены устаревших 6-дюймовых гаубиц образца 1896 года (BL 6-inch 30 cwt howitzer), которые уступали немецким гаубицам, такой как 150-мм полевая гаубица образца 1913 года. Проектирование началось в январе 1915 года, первая пробная партия выпущена 30 июля 1915 года, и он поступил на вооружение в конце 1915 года. Сочетание огневой мощи, дальности и мобильности сделало 6-дюймовую гаубицу одним из самых важных видов оружия Британской империи в Первой мировой войне.
Первоначально 6-дюймовая гаубица буксировалась лошадьми, но с 1916 года тягачом стал 3-тонный грузовик с полным приводом FWD. Деревянные колеса со спицами оснащались «поясами» для работы в грязи или песке, чтобы предотвратить их увязание в подвижном грунте. К концу войны твёрдые резиновые шины были установлены поверх железных шин на ободах колес, придавая ободьям более массивный вид. На Западном фронте было выпущено 22,4 миллиона выстрелов из 6-дюймовых гаубиц.
В межвоенный период в станке были заменены деревянные колёса со спицами на современные стальные колёса и пневматические шины. Во время Второй мировой войны использование 6-дюймовой гаубицы было ограничено после 1942 года, когда вошла в употребление 5,5-дюймовая пушка. Однако она была вновь введена в Бирме из-за ряда преждевременных детонаций в 5,5-дюймовых (140 мм) пушках. С окончанием войны в 1945 году гаубица была признана устаревшей и снята с вооружения.
Трофейные гаубицы, захваченные немцами, получили обозначение FH-412(e).

## Боеприпасы
В Первой мировой войне использовались снаряды весом 45,4 кг (100 фунтов). После войны были выпущены дальнобойные снаряды весом 39 кг.

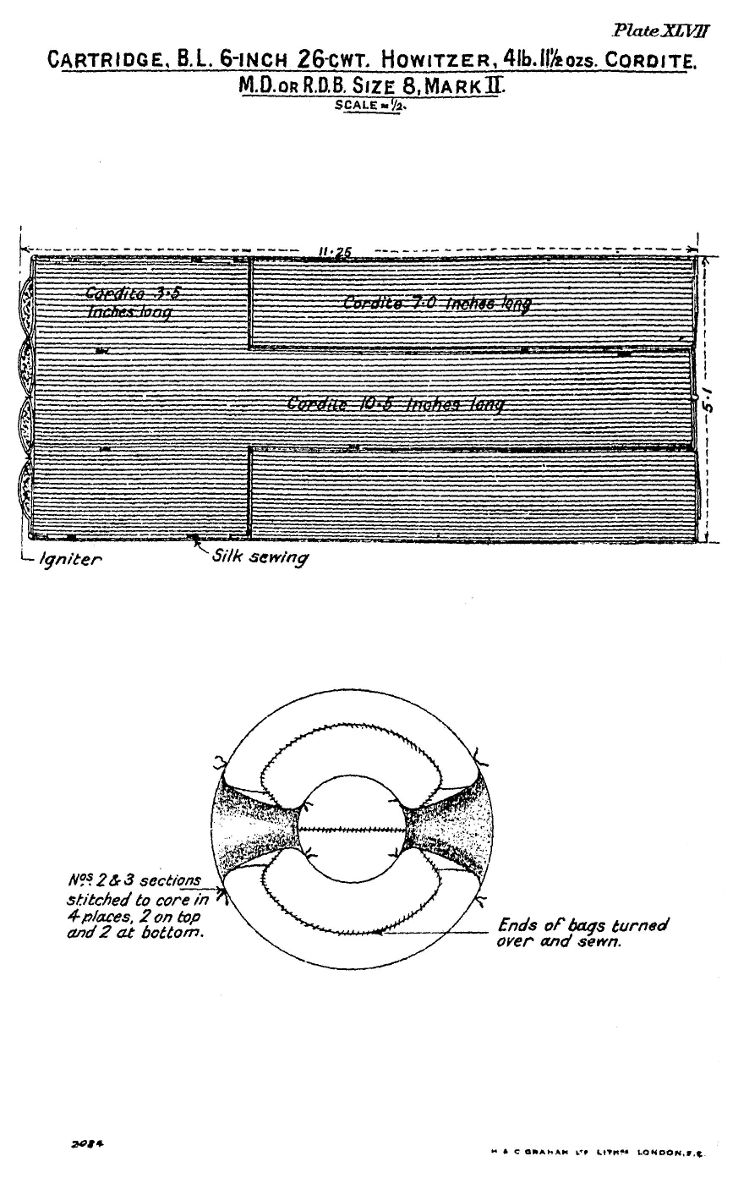
Кордитовый заряд к гаубице.
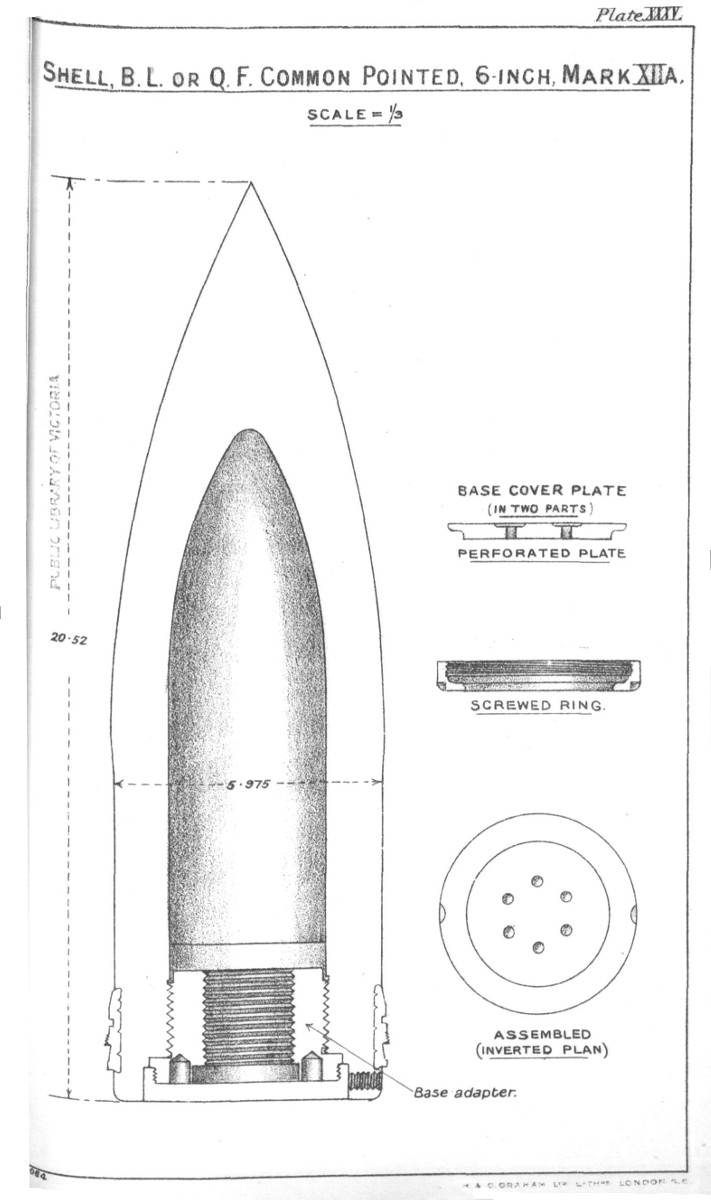
45,4 кг снаряд Mark XIIA
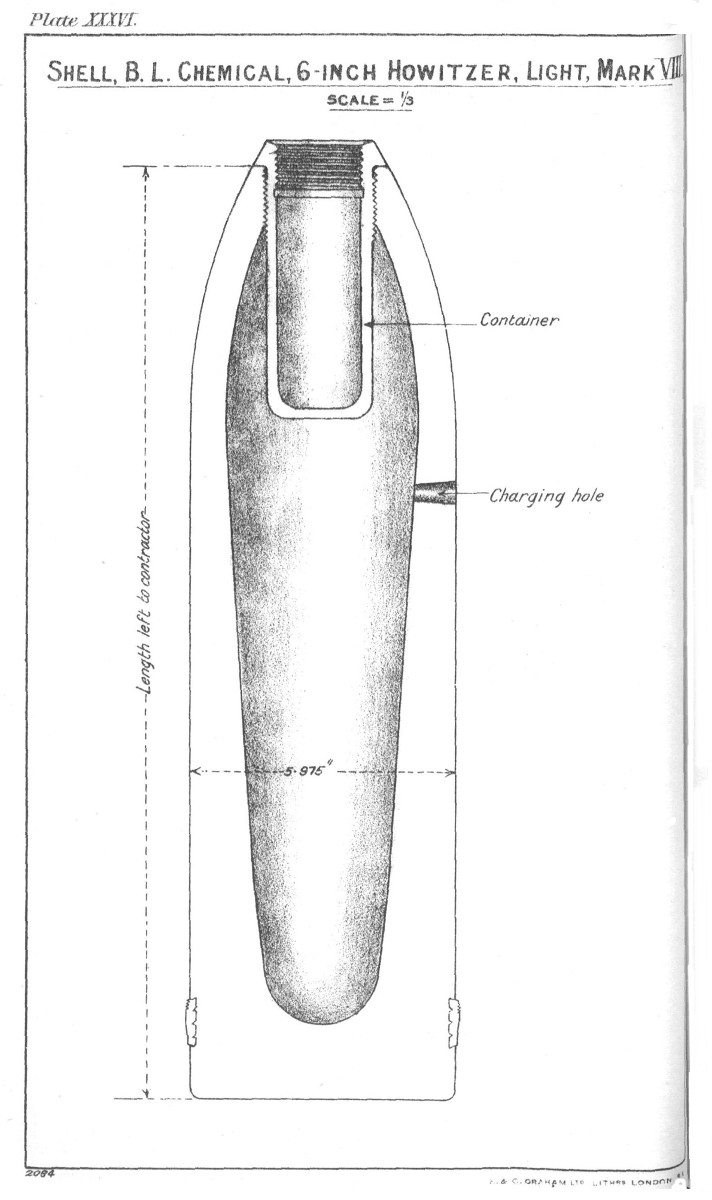
45,4 кг химический снаряд Mark VIII
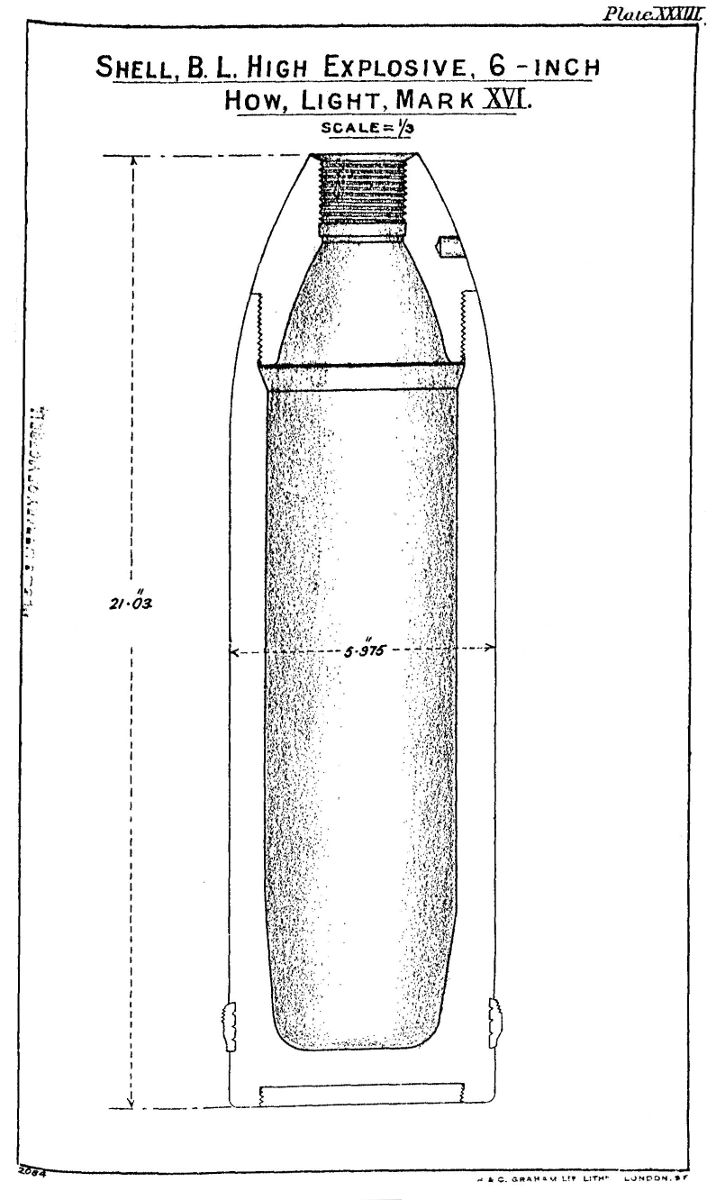
45,4 кг осколочно-фугасный снаряд Mark XVI

## Галерея

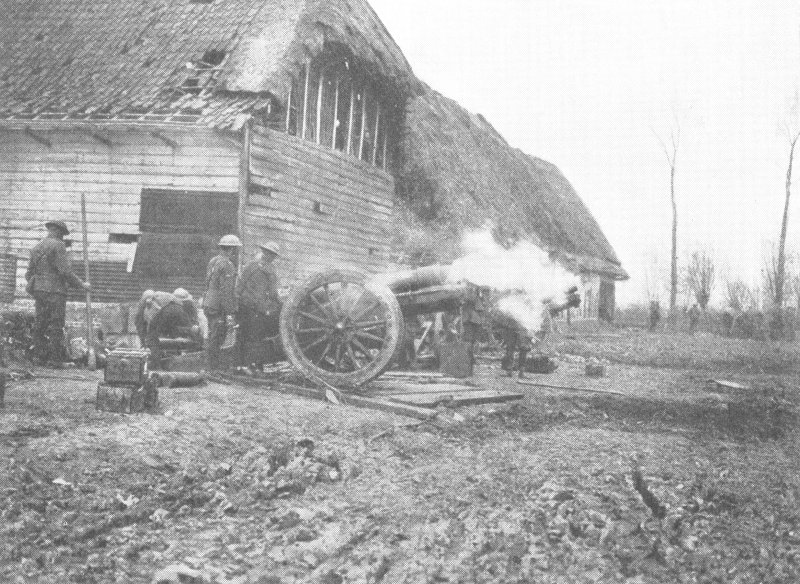
Ведение огня гаубичной батареей в ПМВ
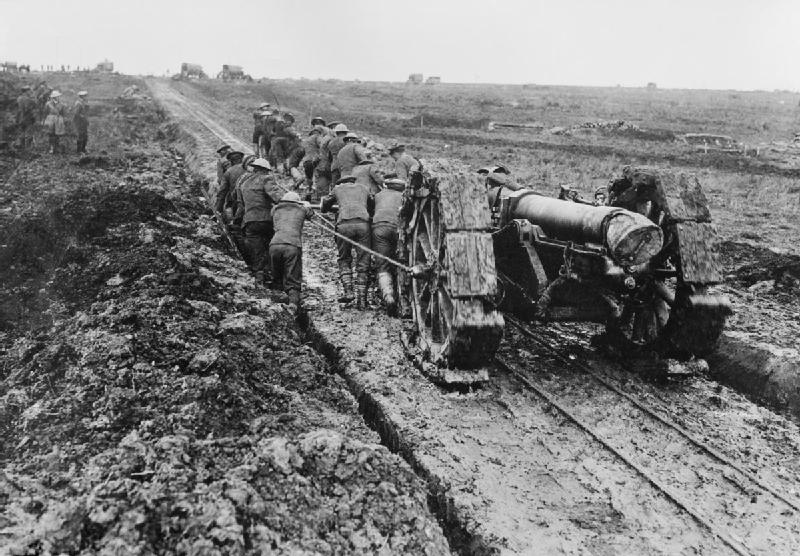
Использование колёсных накладок для улучшения проходимости в грязи, Битва на Сомме в сентябре 1916
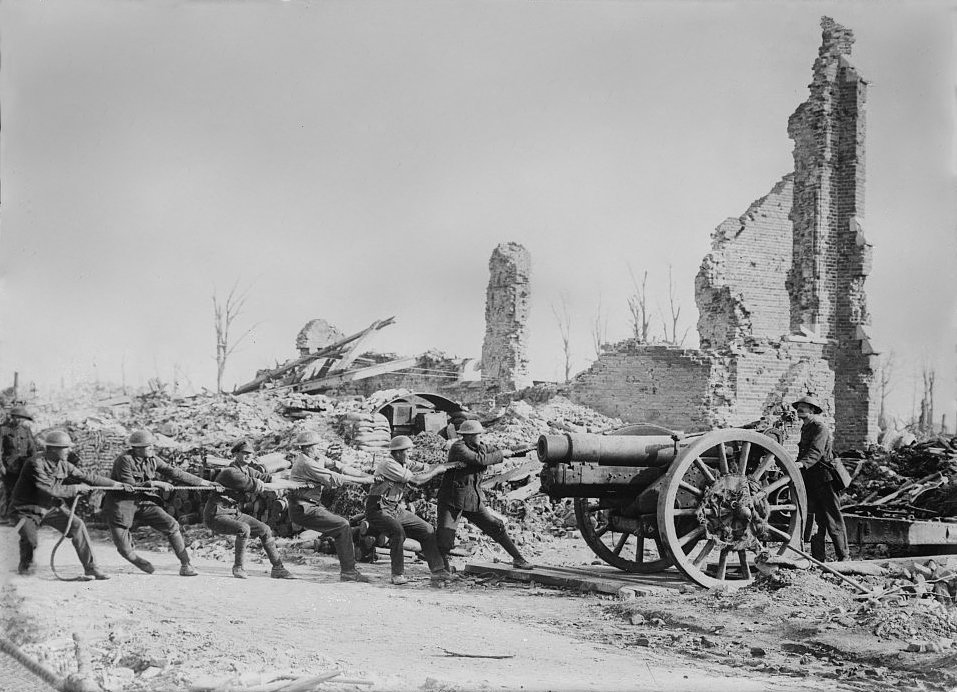
Рядом с деревней Бузинге (Boesinghe), Битва при Лангемарке, август 1917
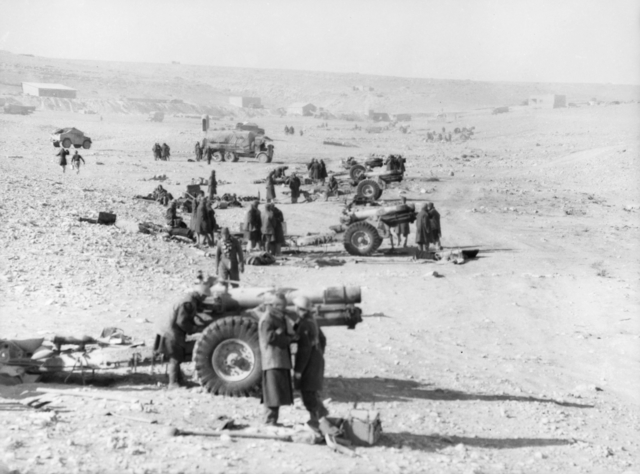
Британская батарея ведёт огонь в ходе Ливийской операции, 23 января 1941
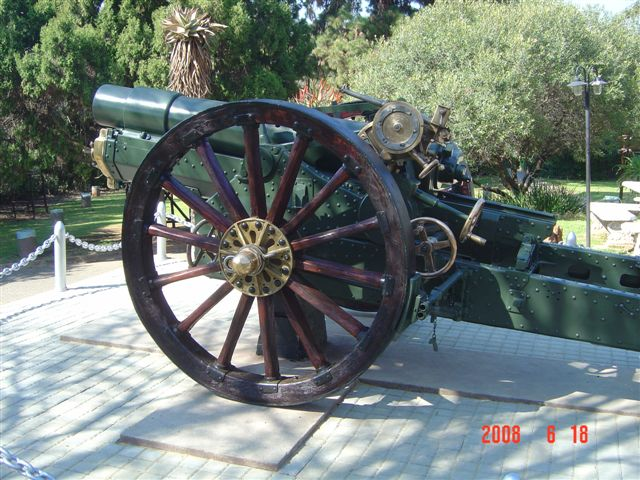
Гаубица в мемориале посвящённом 71-й (трансваальской) осадной батарее (71st (Transvaal) Siege Battery) в Йоханнесбурге.